# C6orf226
C6orf226 (англ. Chromosome 6 open reading frame 226) – білок, який кодується однойменним геном, розташованим у людей на 6-й хромосомі. Довжина поліпептидного ланцюга білка становить 101 амінокислот, а молекулярна маса — 10 566.
| 10         |  | 20         |  | 30         |  | 40         |  | 50         |
| ---------- |  | ---------- |  | ---------- |  | ---------- |  | ---------- |
| MERPRSPQCS |  | APASASASVT |  | LAQLLQLVQQ |  | GQELPGLEKR |  | HIAAIHGEPT |
| ASRLPRRPKP |  | WEAAALAESL |  | PPPTLRIGTA |  | PAEPGLVEAA |  | TAPSSWHTVG |
| P          |  |            |  |            |  |            |  |            |

A: Аланін

C: Цистеїн

E: Глутамінова кислота

G: Гліцин

H: Гістидин

I: Ізолейцин

K: Лізин

L: Лейцин

M: Метіонін

P: Пролін

Q: Глутамін

R: Аргінін

S: Серин

T: Треонін

V: Валін